# اسقف‌نشین هرفورد
اسقف‌نشین هرفورد (انگلیسی: Diocese of Hereford) بخشی تشکیل دهنده از استان کانتربری کلیسای انگلستان در کشور انگلستان است. این اسقف‌نشین که در سال ۶۷۶ میلادی تاسیس شده است شامل ۴۰۲ کلیسا می‌باشد و مرکز آن کلیسای جامع هرفورد است.